# Pomacea canaliculata
Pomacea canaliculata (Lamarck, 1822) è un mollusco gasteropode d'acqua dolce della famiglia delle Ampullarie.
Questa chiocciola di grandi dimensioni, apprezzata nel mondo dell'acquariofilia, è commestibile e costituisce una delle tre lumache d'acqua dolce predominanti che si trovano nei mercati cinesi, tuttavia in Cina e nel sud-est asiatico il consumo, così come quello delle altre lumache, crude o poco cotte è la principale via di infezione da Angiostrongylus cantonensis, nematode parassita che causa l'angiostrongiliasi, la causa più comune di meningite eosinofila nell'Asia sud-orientale e nel bacino del Pacifico.
La specie è inoltre inserita nella lista di cento specie invasive molto dannose. È anche classificata in Europa come la quarantesima peggiore specie aliena animale e la peggiore specie aliena di tipo gasteropode.

## Distribuzione
La distribuzione nativa di P. canaliculata è fondamentalmente tropicale e subtropicale, comprendendo Argentina, Bolivia, Paraguay, Uruguay e Brasile. Il record più meridionale per la specie è il bacino idrico di Paso de las Piedras, a sud della provincia di Buenos Aires, in Argentina.

### Distribuzione non indigena
Questa specie è presente anche negli Stati Uniti, dove le introduzioni iniziali avvennero probabilmente tramite il rilascio in acquario, noto anche come "acquarium dumping". La distribuzione non indigena comprende: il lago Wawasee nella contea di Kosciusko, Indiana; Langan Park e Three Mile Creek a Mobile, Alabama; uno stagno che costeggia il delta del fiume Mobile-Tensaw nella contea di Baldwin, Alabama; il fiume Little Wekiva, Orlando, Florida; un lago vicino a Jacksonville, in Florida; il Bacino idrico Miramar nella contea di San Diego, California; e uno stagno vicino a Yuma, in Arizona. Popolazioni stabili esistono in California e Hawaii.
Andando verso nord, il governo dell’Alberta ha etichettato le Pomacea canaliculata come una specie invasiva. Il ministro dell'Ambiente e delle aree protette dell'Alberta, Rebecca Schulz, insieme al Consiglio per le specie invasive dell'Alberta, sta lavorando duramente per liberare le specie invasive da quella nazione, compresa questa specie di lumaca.
La specie è stata trovata in Cina dal 1981. Il suo punto iniziale di distribuzione in Cina era la città di Zhongshan.
La specie è stata rinvenuta in Cile dal 2009 con una distribuzione ristretta.
La specie è stata trovata anche nelle Filippine, Giappone, Corea, Taiwan, Vietnam, Cambogia, Laos, Papua Nuova Guinea, parti dell'Indonesia e della Malesia, Singapore e Guam. Nel 1980 è stata introdotta nel sud-est asiatico come alimento e animale domestico da acquario. Dapprima venne introdotta a Taiwan, poi in Giappone, poi in Tailandia e nelle Filippine. Invece di prendere piede, le lumache sono state rilasciate o sono fuggite e sono diventate un preoccupante parassita agricolo.
I campioni prelevati il 3 dicembre 2020 nella circoscrizione elettorale di Mwea, nella contea di Kirinyaga, in Kenya, sono stati i primi in quel paese, e anche i primi nell’Africa continentale.

## Descrizione del guscio
I gusci di queste lumache sono di forma globosa. La colorazione normale include tipicamente bande marroni, nere e giallastre; i modelli di colore sono estremamente variabili. Esistono varianti di colore albino e oro.
La dimensione del guscio si estende fino a 150 millimetri (6 pollici).

## Ecologia

### Habitat
Questa specie vive in habitat di laghi d'acqua dolce, fiumi, stagni e paludi e tollera un'ampia gamma di temperature. In ambienti naturali, fanno affidamento sull'erba e su altra vegetazione emergente che cresce lungo il perimetro degli specchi d'acqua per deporre le uova. Laddove invasivi, possono utilizzare colture come riso e taro come substrato per la riproduzione.

### Abitudini alimentari
La Pomacea canaliculata è estremamente polifaga (da polifagia, ossia l'abitudine di una specie animale di mangiare e tollerare una varietà relativamente ampia di alimenti), infatti si nutre di materiale vegetale (principalmente macrofitofago, che comprende piante Tracheophyta galleggianti o sommerse), detritico e animale. La dieta può variare con l'età, con individui più giovani e più piccoli che si nutrono di alghe e detriti, e individui più vecchi e più grandi (15 millimetri (19⁄32 pollici) e superiori) che successivamente si spostano verso piante più alte.
Questa specie ha un impatto negativo sull'agricoltura del riso e del taro in tutto il mondo dove è stata introdotta.

### Ciclo di vita
Nei climi temperati, il periodo di deposizione delle uova di questa specie si estende dall'inizio della primavera all'inizio dell'autunno mentre nelle zone tropicali la riproduzione è continua. La durata del periodo riproduttivo di P. canaliculata diminuisce con la latitudine, fino ad un minimo di sei mesi nel limite meridionale della sua distribuzione naturale. Le femmine adulte depongono le uova sulla vegetazione emergente durante la notte, ma anche su rocce e superfici artificiali come le barche. Una volta deposte, le uova impiegano circa due settimane per schiudersi, durante le quali la colorazione rosa brillante o arancione delle uova svanisce.
La prima prova diretta (di tutti gli animali), che l'inibitore della proteasi dalle uova di Pomacea canaliculata interagisce come inibitore della tripsina con la proteasi di potenziali predatori, è stata riportata nel 2010.

### Predatori
Il nibbio chioccioliere, Rostrhamus sociabilis, è un predatore di questa specie in Sud America. È stato osservato che anche la "formica del fuoco", Solenopsis geminata, preda questa specie.

### Parassiti
Nel 2009 è stato riscontrato circa l'1% della Pomacea canaliculata in vendita sui mercati locali nella città di Dali, Yunnan, Cina era infettata dal patogeno Angiostrongylus cantonensis.

### Controllo
Gli estratti ciclotidici grezzi delle piante di Oldenlandia affinis e Viola odorata hanno mostrato un'attività molluschicida paragonabile alla metaldeide molluschicida sintetica. Poiché l'immersione delle uova in via di sviluppo sott'acqua riduce il successo della schiusa, la manipolazione del livello dell'acqua nei campi agricoli e nei bacini idrici arginati può fornire uno strumento per controllare le popolazioni invasive.

## Uso umano
Questa specie è commestibile. La Pomacea canaliculata costituisce una delle tre lumache d'acqua dolce predominanti trovate nei mercati cinesi. In Cina e nel sud-est asiatico, il consumo di lumache crude o poco cotte di Pomacea canaliculata e di altre lumache è la via principale di infezione da Angiostrongylus cantonensis che causa l'angiostrongiliasi.
A Isan, in Tailandia, queste lumache vengono raccolte e consumate. La raccolta avviene a mano o con una rete da canali, paludi, stagni e risaie allagate durante la stagione delle piogge. Durante la stagione secca, quando queste lumache sono nascoste sotto il fango secco, i raccoglitori usano una vanga per raschiare il fango e trovarle. Queste lumache vengono solitamente raccolte da donne e bambini. Dopo la raccolta, vengono tolte dal guscio, tagliate e pulite in acqua salata. Dopo averle sciacquate con acqua, vengono mescolate con riso tostato, peperoncino essiccato, succo di lime e salsa di pesce, e poi mangiate.
Alcuni ristoranti francesi stanno cercando di utilizzare la Pomacea canaliculata come alternativa all'escargot. Dopo la bollitura si dovrebbero eliminare le viscere e le uova. Lavare solo il corpo muscoloso con aceto eliminerà l'odore.
La Pomacea canaliculata ha sostituito alcune delle specie autoctone di Ampullariidae delle risaie del genere Pila tradizionalmente consumate nel sud-est asiatico (comprese Thailandia e Filippine) come la Pila ampullacea, la Pila pesmei e la Cipangopaludina chinensis.
In alcune risaie del Giappone, la Pomacea canaliulata viene utilizzata per controllare le erbacce permettendo a queste lumache di mangiarle. Tuttavia, questo metodo corre il rischio che le lumache mangino anche le giovani piante di riso e che si diffondano nei campi e nei corsi d'acqua vicini come un parassita invasivo.
Fa parte del commercio di animali destinati agli acquari d'acqua dolce.

## Galleria d'immagini

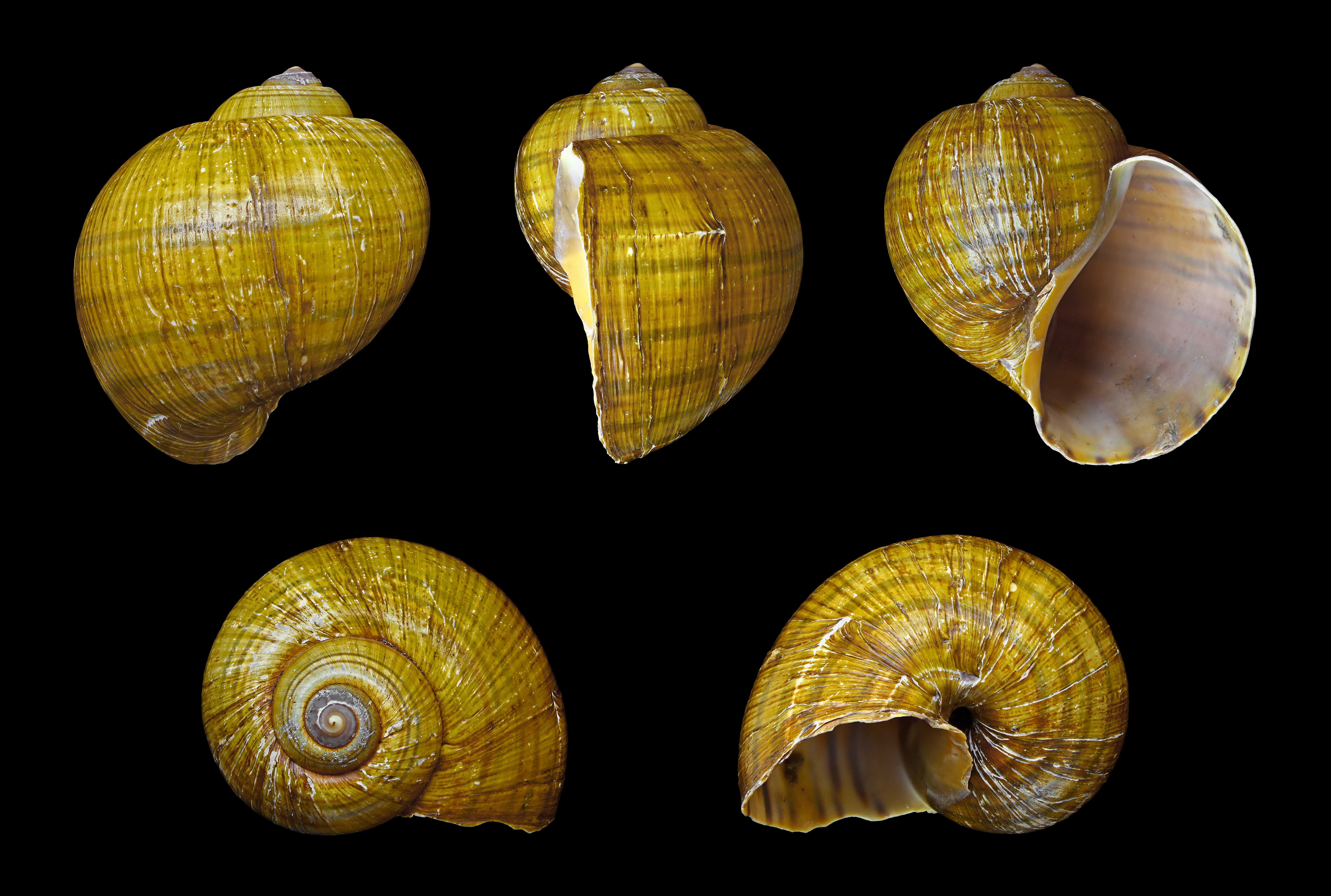
Guscio di Pomacea canaliculata
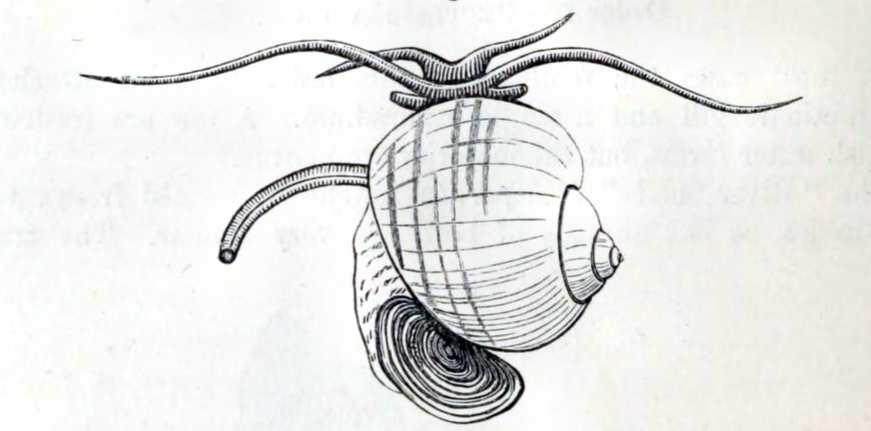
Disegno dell'animale e della conchiglia di Pomacea canaliculata
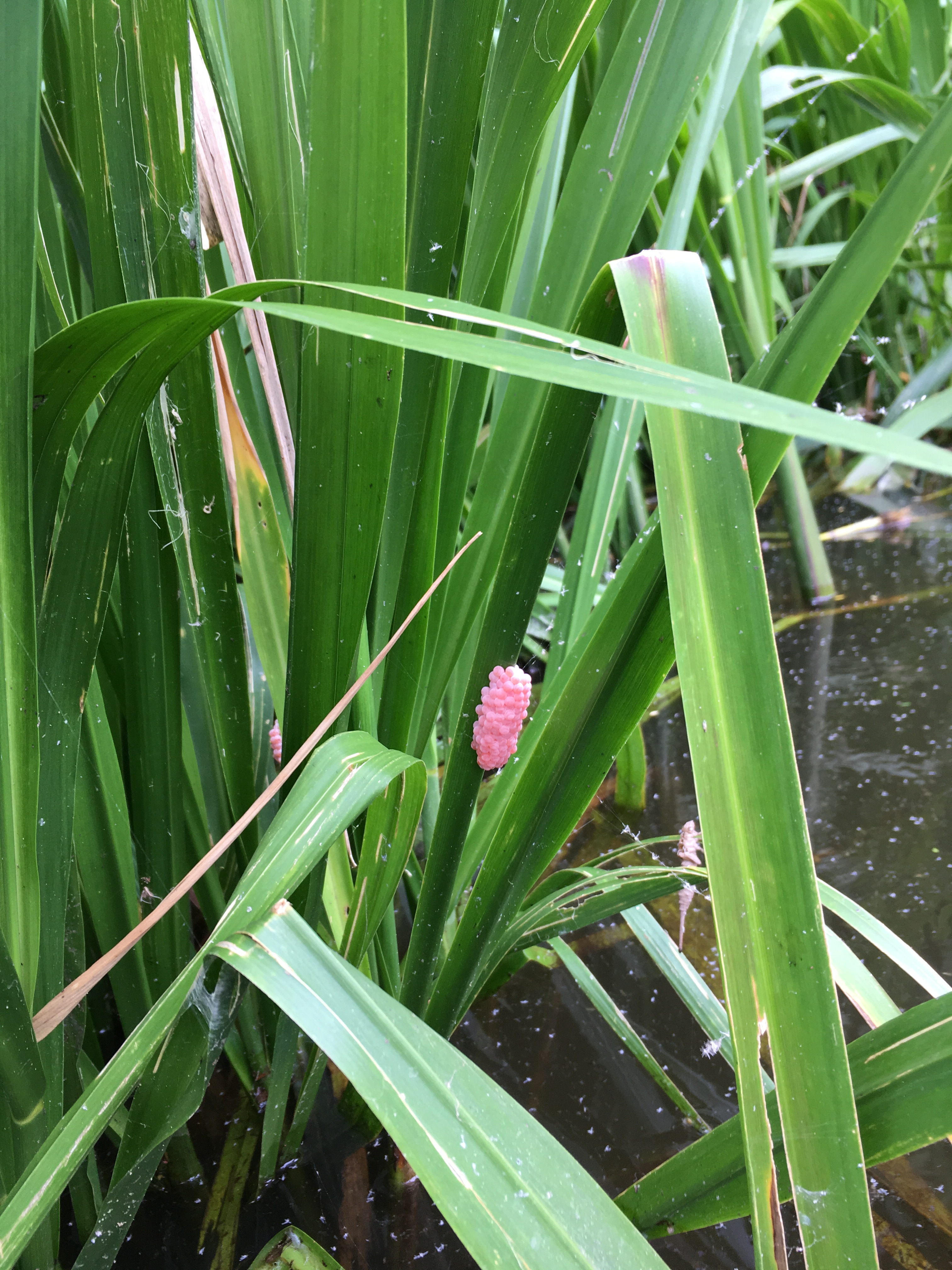
Le masse di uova di Pomacea canaliculata vengono tipicamente deposte sulla vegetazione emergente su corpi d'acqua dolce.
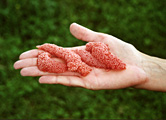
Le masse di uova della Pomacea canaliculata sono di colore rosa brillante o arancione
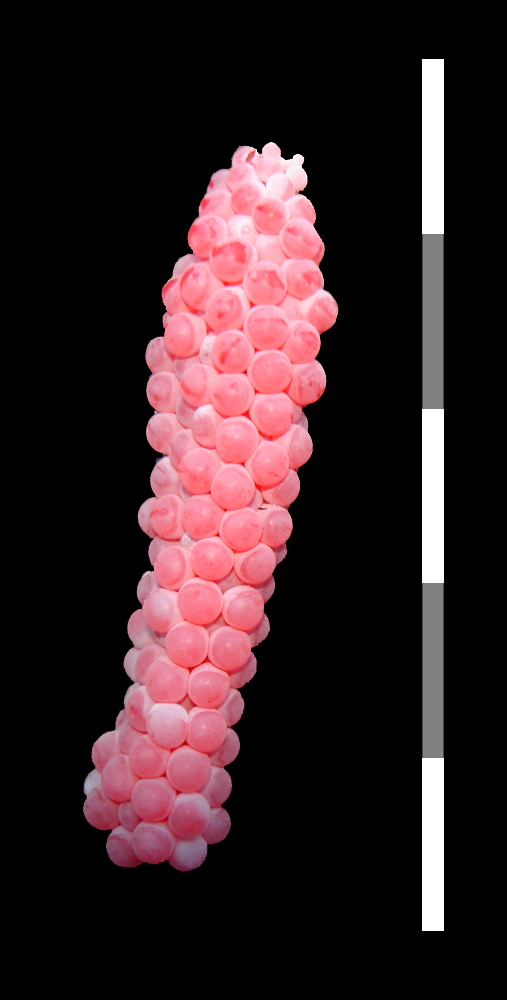
Uova di Pomacea canaliculata, scala in cm (25⁄64 pollici).
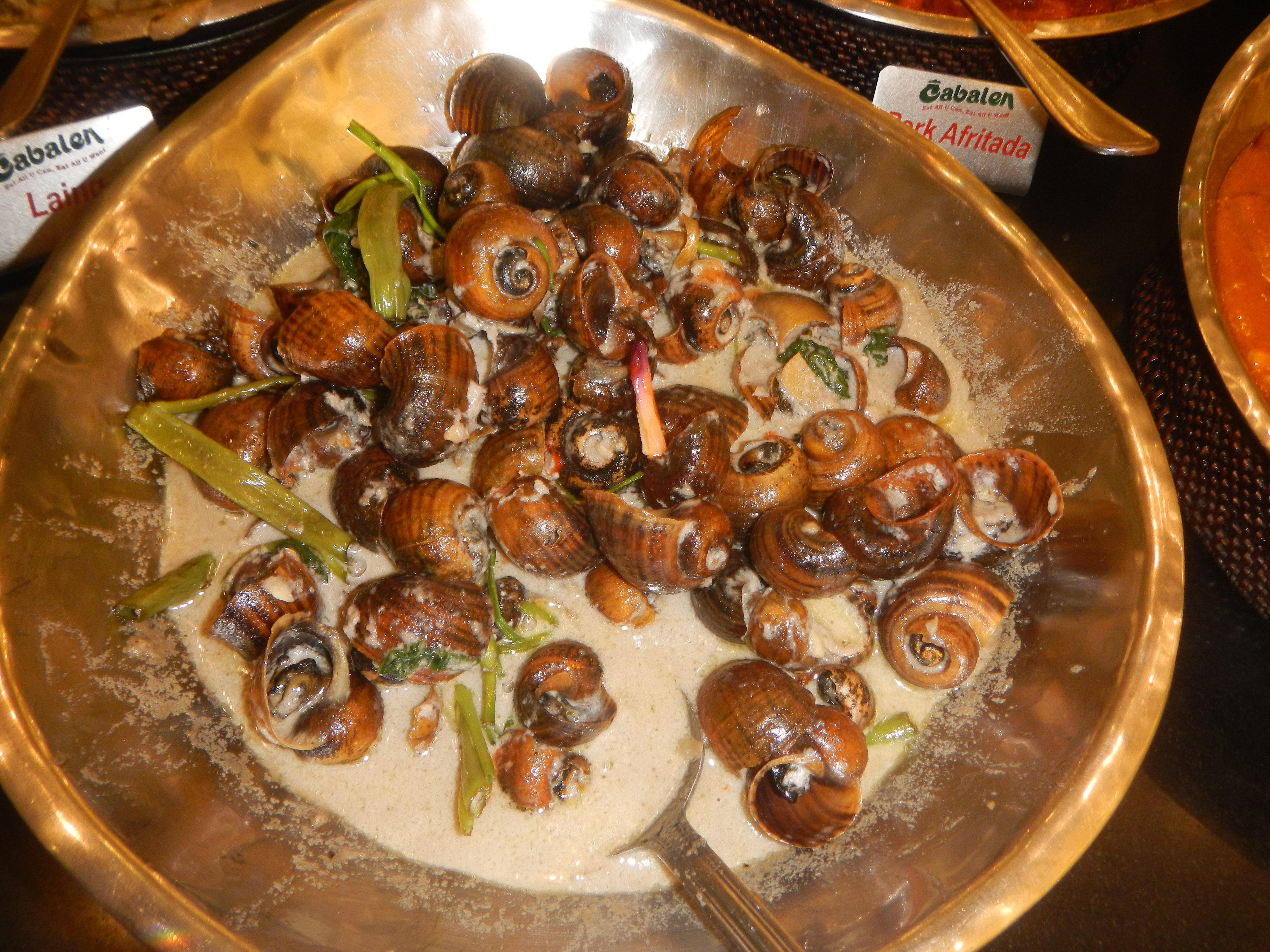
Ginataang kuhol filippino (uno stufato di Pomacea canaliculata servito nel latte di cocco).